# Llista de topònims de Molins de Rei
Llista de topònims (noms propis de lloc) del municipi de Molins de Rei, al Baix Llobregat
Informació actualitzada per un bot. Els canvis manuals es perdran quan s'actualitzi!

## casa
| imatge | Nom                                            | Ubicat a      | instància de             | Detalls                                                             | coordenades | Protecció                                  | Commons (més fotos)                                       | Dades a WD                    |
| ------ | ---------------------------------------------- | ------------- | ------------------------ | ------------------------------------------------------------------- | --- | ------------------------------------------ | --------------------------------------------------------- | ----------------------------- |
|        | Ca n'Ametller                                  | Molins de Rei | casa                     |                                                                     | 41° 24′ 50″ N, 2° 00′ 58″ E / 41.414°N,2.01607°E ca:Plaça de Catalunya | bé integrant del patrimoni cultural català | Ca n'Ametller                                             | Modifica les dades a Wikidata |
|        | Can Mateu de la Creu                           | Molins de Rei | casa                     |                                                                     | 41° 24′ 39″ N, 2° 01′ 10″ E / 41.410705°N,2.019408°E | bé integrant del patrimoni cultural català | Can Mateu de la Creu                                      | Modifica les dades a Wikidata |
|        | Can Roca                                       | Molins de Rei | casa                     | Estil: arquitectura barroca                                         | 41° 24′ 39″ N, 2° 01′ 10″ E / 41.4107°N,2.0194°E ca:Plaça de la Creu, 3 | bé integrant del patrimoni cultural català | Can Roca                                                  | Modifica les dades a Wikidata |
|        | Can Tarragó                                    | Molins de Rei | casa                     | Estil: arquitectura modernista                                      | 41° 24′ 52″ N, 2° 01′ 04″ E / 41.414444444444°N,2.0177777777778°E 41° 24′ 52″ N, 2° 01′ 04″ E / 41.414566°N,2.017649°E ca:Carrer Pintor Carbonell – carrer M. Jacint Verdaguer, 65 | bé integrant del patrimoni cultural català | Can Tarragó                                               | Modifica les dades a Wikidata |
|        | Casa Joaquim Ballvé                            | Molins de Rei | casa                     | Arquitecte: Josep Graner i Prat Estil: arquitectura modernista 1911 | 41° 24′ 46″ N, 2° 01′ 01″ E / 41.412701°N,2.017064°E ca:Carrer Major, 81 |                                            |                                                           | Modifica les dades a Wikidata |
|        | Casa Josep Badia                               | Molins de Rei | casa                     | Estil: arquitectura modernista 1916                                 | 41° 24′ 51″ N, 2° 01′ 05″ E / 41.414219°N,2.017939°E ca:Carrer Pintor Carbonell, 5                                                                                                 |                                            | Casa Josep Badia                                          | Modifica les dades a Wikidata |
|        | Casa Josep Mas                                 | Molins de Rei | casa                     | Arquitecte: Maurici Augé Robert Estil: arquitectura modernista 1904 | 41° 24′ 52″ N, 2° 00′ 50″ E / 41.414333°N,2.013878°E ca:Carrer Jacint Verdaguer, 135                                                                                               |                                            |                                                           | Modifica les dades a Wikidata |
|        | Casa Pere Gay                                  | Molins de Rei | casa                     | Estil: arquitectura modernista 1925                                 | 41° 24′ 33″ N, 2° 01′ 12″ E / 41.40918°N,2.020076°E ca:Avinguda Barcelona, 25 |                                            |                                                           | Modifica les dades a Wikidata |
|        | Casa de l'avinguda Barcelona                   | Molins de Rei | casa edifici residencial | Estil: arquitectura modernista modernisme català                    | 41° 24′ 30″ N, 2° 01′ 18″ E / 41.408398°N,2.021577°E ca:Av. Barcelona, 63-65 |                                            |                                                           | Modifica les dades a Wikidata |
|        | Celler de Simó Desllor                         | Molins de Rei | casa                     |                                                                     | 41° 24′ 46″ N, 2° 01′ 02″ E / 41.412731°N,2.017112°E | bé integrant del patrimoni cultural català | Celler de Simó Desllor                                    | Modifica les dades a Wikidata |
|        | Torre Madurell                                 | Molins de Rei | casa                     | Estil: arquitectura popular                                         | 41° 26′ 12″ N, 2° 03′ 16″ E / 41.436781°N,2.054403°E | bé integrant del patrimoni cultural català | Can Modolell (la Rierada)                                 | Modifica les dades a Wikidata |
|        | Villa Dominga                                  | Molins de Rei | casa                     | Estil: arquitectura modernista                                      | 41° 24′ 48″ N, 2° 01′ 11″ E / 41.413375°N,2.019665°E ca:Carrer Dr. Fleming, 50 | bé integrant del patrimoni cultural català | Villa Dominga (Casa Montan)                               | Modifica les dades a Wikidata |
|        | cal Fàbrega                                    | Molins de Rei | casa                     | Estil: arquitectura modernista 20th century                         | 41° 24′ 42″ N, 2° 00′ 57″ E / 41.411666666667°N,2.0158333333333°E ca:Carrer Rubió i Ors – Passeig del Terraplé 26 msnm                                                             | bé integrant del patrimoni cultural català | Cal Fàbrega                                               | Modifica les dades a Wikidata |
|        | can Castellví                                  | Molins de Rei | casa                     | Estil: arquitectura popular                                         | 41° 24′ 54″ N, 2° 00′ 57″ E / 41.415028°N,2.015889°E ca:C. Anselm Clavé - c. F. Samaranch 28 msnm                                                                                  | bé integrant del patrimoni cultural català | Can Castellví (Molins de Rei)                             | Modifica les dades a Wikidata |
|        | can Madurell                                   | Molins de Rei | casa                     | Estil: arquitectura popular 19th century                            | 41° 24′ 40″ N, 2° 01′ 16″ E / 41.41105°N,2.021168°E ca:Sant Joan, 50 56 msnm | bé integrant del patrimoni cultural català | Can Madurell                                              | Modifica les dades a Wikidata |
|        | habitatge a la plaça dels Països Catalans, 5-7 | Molins de Rei | casa                     | Estil: arquitectura modernista 1913                                 | 41° 24′ 52″ N, 2° 01′ 07″ E / 41.414583°N,2.01875°E ca:Plaça Països Catalans, 7 ca:Plaça Països Catalans, 5                                                                        | bé integrant del patrimoni cultural català | Habitatge a la plaça dels Països Catalans, 5-7            | Modifica les dades a Wikidata |
|        | habitatge al Passeig de la Pau, 3              | Molins de Rei | casa                     | Arquitecte: Josep Graner i Prat Estil: arquitectura modernista 1911 | 41° 24′ 53″ N, 2° 01′ 05″ E / 41.414861°N,2.018028°E ca:Passeig de la Pau, 3 | bé integrant del patrimoni cultural català | Passeig de la Pau 3                                       | Modifica les dades a Wikidata |
|        | habitatge al carrer Alfons II d'Aragó, 101     | Molins de Rei | casa                     | Estil: arquitectura modernista                                      | 41° 24′ 48″ N, 2° 00′ 59″ E / 41.41325°N,2.016444°E ca:Carrer Alfons II d'Aragó, 101                                                                                               | bé integrant del patrimoni cultural català | Carrer Alfons II d'Aragó 101                              | Modifica les dades a Wikidata |
|        | habitatge al carrer Alfons II d'Aragó, 19      | Molins de Rei | casa                     | Estil: arquitectura eclèctica 19th century                          | 41° 24′ 41″ N, 2° 01′ 07″ E / 41.411514°N,2.018583°E ca:C. Alfons II d'Aragó, 19                                                                                                   | bé integrant del patrimoni cultural català | Habitatge al carrer Alfons II d'Aragó, 19 (Molins de Rei) | Modifica les dades a Wikidata |
|        | habitatge al carrer Carril, 20-22              | Molins de Rei | casa                     | Estil: arquitectura modernista                                      | 41° 24′ 37″ N, 2° 01′ 12″ E / 41.410142°N,2.019955°E ca:Carrer Carril, 20-22 | bé integrant del patrimoni cultural català | Habitatge al carrer Carril, 20-22                         | Modifica les dades a Wikidata |
|        | habitatge al carrer Carril, 27-29              | Molins de Rei | casa                     | Estil: arquitectura eclèctica 19th century                          | 41° 24′ 36″ N, 2° 01′ 13″ E / 41.409925°N,2.020151°E ca:C. Carril, 27-29 27 msnm                                                                                                   | bé integrant del patrimoni cultural català | Habitatge al carrer Carril, 27-29                         | Modifica les dades a Wikidata |
|        | habitatge al carrer Jaume Balmes, 13           | Molins de Rei | casa                     | Estil: arquitectura modernista                                      | 41° 24′ 44″ N, 2° 01′ 06″ E / 41.41225°N,2.018472°E ca:Carrer Jaume Balmes, 13 | bé integrant del patrimoni cultural català | Jaume Balmes 13                                           | Modifica les dades a Wikidata |
|        | habitatge al carrer Pi i Margall, 8            | Molins de Rei | casa                     | Estil: arquitectura modernista 1920s                                | 41° 24′ 38″ N, 2° 01′ 09″ E / 41.410417°N,2.019278°E ca:Carrer Pi i Margall, 8 | bé integrant del patrimoni cultural català | Habitatge al carrer Pi i Margall, 8                       | Modifica les dades a Wikidata |
|        | habitatges del carrer Carril, 38-42            | Molins de Rei | casa                     |                                                                     | 41° 24′ 38″ N, 2° 01′ 10″ E / 41.410629°N,2.019563°E | bé integrant del patrimoni cultural català | Habitatges del carrer Carril, 38-42                       | Modifica les dades a Wikidata |

## edifici
| imatge | Nom                                        | Ubicat a      | instància de             | Detalls                                                                         | coordenades | Protecció                                  | Commons (més fotos)              | Dades a WD                    |
| ------ | ------------------------------------------ | ------------- | ------------------------ | ------------------------------------------------------------------------------- | --- | ------------------------------------------ | -------------------------------- | ----------------------------- |
|        | Centre Mèdic Molins                        | Molins de Rei | edifici                  | Arquitecte: Joan Baptista Serra de Martínez Estil: arquitectura modernista 1925 | 41° 24′ 50″ N, 2° 01′ 05″ E / 41.413888888889°N,2.0180555555556°E ca:Carrer Pare Manyanet, 1 - Pintor Carbonell          | bé integrant del patrimoni cultural català | Centre Mèdic Molins              | Modifica les dades a Wikidata |
|        | Cine Versalles Palace                      | Molins de Rei | edifici                  | Estil: arquitectura eclèctica Estat: enderrocat o destruït                      | | bé integrant del patrimoni cultural català |                                  | Modifica les dades a Wikidata |
|        | Escola Municipal de Música (Molins de Rei) | Molins de Rei | edifici escola de música | Arquitecte: Pere Ros i Tort Estil: modernisme català 1905                       | 41° 24′ 40″ N, 2° 01′ 08″ E / 41.411111111111°N,2.0188888888889°E ca:Carrer Alfons II d'Aragó, 1 – carrer Rafel Casanova | bé integrant del patrimoni cultural català | Can Bofill (poble)               | Modifica les dades a Wikidata |
|        | Escola el Palau                            | Molins de Rei | edifici                  | Estil: arquitectura neoclàssica                                                 | 41° 24′ 42″ N, 2° 00′ 58″ E / 41.411741°N,2.016206°E                                                                     | bé cultural d'interès local                |                                  | Modifica les dades a Wikidata |
|        | Foment Cultural i Artístic                 | Molins de Rei | edifici                  | Estil: noucentisme                                                              | 41° 24′ 42″ N, 2° 00′ 55″ E / 41.411678°N,2.015304°E ca:Pg. del Terraplè, 49                                             | bé cultural d'interès local                |                                  | Modifica les dades a Wikidata |
|        | Gaseosa Mallorca                           | Molins de Rei | edifici                  | Estil: arquitectura popular Estat: enderrocat o destruït                        | | bé integrant del patrimoni cultural català |                                  | Modifica les dades a Wikidata |
|        | Magatzems Figueras                         | Molins de Rei | edifici                  | Arquitecte: Modest Feu i Estrada Estil: modernisme català 1916                  | 41° 24′ 35″ N, 2° 00′ 57″ E / 41.4096°N,2.0159°E ca:Av. València, 84                                                     | bé integrant del patrimoni cultural català | Magatzems Figueras               | Modifica les dades a Wikidata |
|        | Mercat municipal de Molins de Rei          | Molins de Rei | edifici                  | Arquitecte: Joan Gumà Cuevas Estil: noucentisme                                 | 41° 24′ 41″ N, 2° 01′ 03″ E / 41.4115°N,2.0176°E ca:Plaça del Mercat                                                     | bé cultural d'interès local                | Mercat municipal (Molins de Rei) | Modifica les dades a Wikidata |
|        | Restaurant Esteve                          | Molins de Rei | edifici                  | Estil: arquitectura popular Estat: enderrocat o destruït                        | | bé integrant del patrimoni cultural català |                                  | Modifica les dades a Wikidata |
|        | edifici de la Federació Obrera             | Molins de Rei | edifici                  | Estil: modernisme català arquitectura modernista                                | 41° 24′ 54″ N, 2° 01′ 08″ E / 41.415°N,2.01878°E                                                                         | bé cultural d'interès local                | Edifici de la Federació Obrera   | Modifica les dades a Wikidata |
|        | edifici de la Joventut Catòlica            | Molins de Rei | edifici                  | Estil: modernisme català arquitectura modernista                                | 41° 24′ 47″ N, 2° 01′ 10″ E / 41.4131°N,2.01949°E                                                                        | bé integrant del patrimoni cultural català | Edifici de la Joventut Catòlica  | Modifica les dades a Wikidata |
|        | habitatges al carrer Alfons II d'Aragó, 25 | Molins de Rei | edifici                  |                                                                                 | 41° 24′ 42″ N, 2° 01′ 07″ E / 41.41169°N,2.01854°E                                                                       | bé integrant del patrimoni cultural català | Carrer Alfons II d'Aragó 25      | Modifica les dades a Wikidata |

## edifici residencial
| imatge | Nom                            | Ubicat a      | instància de        | Detalls                           | coordenades                                                                                      | Protecció | Commons (més fotos) | Dades a WD                    |
| ------ | ------------------------------ | ------------- | ------------------- | --------------------------------- | ------------------------------------------------------------------------------------------------ | --------- | ------------------- | ----------------------------- |
|        | casa de la plaça Catalunya, 2  | Molins de Rei | edifici residencial | Estil: historicisme arquitectònic | 41° 24′ 49″ N, 2° 00′ 57″ E / 41.413631439208984°N,2.0159459114074707°E ca:Plaça Catalunya, 2    |           |                     | Modifica les dades a Wikidata |
|        | casa de la plaça de la Bàscula | Molins de Rei | edifici residencial |                                   | 41° 24′ 33″ N, 2° 01′ 15″ E / 41.40911865234375°N,2.0209720134735107°E ca:Plaça de la Bàscula, 2 |           |                     | Modifica les dades a Wikidata |

## entitat singular de població
| imatge | Nom                        | Ubicat a      | instància de                                                                   | Detalls   | coordenades | Protecció | Commons (més fotos)        | Dades a WD                    |
| ------ | -------------------------- | ------------- | ------------------------------------------------------------------------------ | --------- | --- | --------- | -------------------------- | ----------------------------- |
|        | Molins de Rei              | Molins de Rei | entitat singular de població capital municipal ens local històric de Catalunya | 26120 hab | 41° 25′ 00″ N, 2° 01′ 00″ E / 41.41667°N,2.01667°E 36 msnm                                                        |           |                            | Modifica les dades a Wikidata |
|        | Sant Bartomeu de la Quadra | Molins de Rei | entitat singular de població                                                   | 285 hab   | 41° 25′ 34″ N, 2° 02′ 14″ E / 41.42611111°N,2.03722222°E ca:Crtra. de Molins a Santa Creu d'Olorda, km 2 150 msnm |           | Sant Bartomeu de la Quadra | Modifica les dades a Wikidata |
|        | Vallpineda                 | Molins de Rei | entitat singular de població                                                   | 310 hab   | 41° 26′ 33″ N, 2° 03′ 24″ E / 41.44258611°N,2.05674722°E 188 msnm                                                 |           | Vallpineda (Molins de Rei) | Modifica les dades a Wikidata |
|        | la Rierada                 | Molins de Rei | entitat singular de població                                                   | 215 hab   | 41° 26′ 09″ N, 2° 02′ 43″ E / 41.43586667°N,2.04523889°E 129 msnm                                                 |           | La Rierada                 | Modifica les dades a Wikidata |

## església
| imatge | Nom                                    | Ubicat a                                 | instància de              | Detalls                           | coordenades                                                                                       | Protecció                                            | Commons (més fotos)                  | Dades a WD                    |
| ------ | -------------------------------------- | ---------------------------------------- | ------------------------- | --------------------------------- | ------------------------------------------------------------------------------------------------- | ---------------------------------------------------- | ------------------------------------ | ----------------------------- |
|        | Mare de Déu del Roser de la Rierada    | Molins de Rei Sant Bartomeu de la Quadra | església                  |                                   | 41° 26′ 08″ N, 2° 02′ 39″ E / 41.435620417352006°N,2.044293880462647°E                            |                                                      | Mare de Déu del Roser de la Rierada  | Modifica les dades a Wikidata |
|        | Sant Francesc d'Assís de Vallpineda    | Molins de Rei                            | església                  |                                   | 41° 26′ 33″ N, 2° 03′ 36″ E / 41.44259769713619°N,2.0601135492324834°E                            |                                                      | Sant Francesc d'Assís de Vallpineda  | Modifica les dades a Wikidata |
|        | Sant Isidre                            | Molins de Rei                            | església capella          | Estil: modernisme català          | 41° 24′ 04″ N, 2° 01′ 56″ E / 41.4010782256523°N,2.03217076894926°E                               | bé integrant del patrimoni cultural català           |                                      | Modifica les dades a Wikidata |
|        | Sant Miquel de Molins de Rei           | Molins de Rei                            | església                  |                                   | 41° 24′ 48″ N, 2° 01′ 03″ E / 41.413333°N,2.0175°E ca:Plaça de l'Església                         | bé integrant del patrimoni cultural català           | Església parroquial de Sant Miquel   | Modifica les dades a Wikidata |
|        | Sant Pere del Romaní                   | Molins de Rei                            | església torre de defensa | Estil: arquitectura romànica      | 41° 24′ 22″ N, 2° 01′ 53″ E / 41.4061°N,2.03139°E ca:Camí Riera Bonet                             | bé d'interès cultural bé cultural d'interès nacional | Sant Pere de Romaní                  | Modifica les dades a Wikidata |
|        | església de Sant Bartomeu de la Quadra | Molins de Rei                            | església                  | Estil: historicisme arquitectònic | 41° 25′ 34″ N, 2° 02′ 14″ E / 41.426°N,2.037306°E ca:Crtra. de Molins a Santa Creu d'Olorda, km 2 | bé integrant del patrimoni cultural català           | Ermita de Sant Bartomeu de la Quadra | Modifica les dades a Wikidata |

## masia
| imatge | Nom                 | Ubicat a                | instància de | Detalls                                          | coordenades                                                                                          | Protecció                                  | Commons (més fotos)             | Dades a WD                    |
| ------ | ------------------- | ----------------------- | ------------ | ------------------------------------------------ | --- | ------------------------------------------ | ------------------------------- | ----------------------------- |
|        | Ca la Còrdia        | Molins de Rei           | masia        |                                                  | 41° 24′ 09″ N, 2° 01′ 52″ E / 41.4025456973236°N,2.03101248481147°E                                  |                                            | Ca la Còrdia                    | Modifica les dades a Wikidata |
|        | Ca n'Amic           | Molins de Rei           | masia        |                                                  | 41° 25′ 13″ N, 2° 02′ 36″ E / 41.420348737994°N,2.04337256029517°E                                   |                                            |                                 | Modifica les dades a Wikidata |
|        | Ca n'Aranguren      | Molins de Rei           | masia        |                                                  | 41° 25′ 45″ N, 2° 03′ 07″ E / 41.4292830741577°N,2.05195423770446°E 285 msnm                         |                                            | Ca n'Aranguren                  | Modifica les dades a Wikidata |
|        | Ca n'Illescas       | Molins de Rei           | masia        |                                                  | 41° 25′ 48″ N, 2° 03′ 11″ E / 41.4300676712046°N,2.05316359069216°E                                  |                                            |                                 | Modifica les dades a Wikidata |
|        | Can Barça           | Molins de Rei           | masia        |                                                  | 41° 25′ 10″ N, 2° 02′ 28″ E / 41.4195381536807°N,2.04121854178176°E 182 msnm                         |                                            |                                 | Modifica les dades a Wikidata |
|        | Can Campmany        | Molins de Rei           | masia        |                                                  | 41° 25′ 38″ N, 2° 03′ 01″ E / 41.4271971088275°N,2.05022531982368°E ca:Crtra. Vallvidrera, km. 3 400 |                                            |                                 | Modifica les dades a Wikidata |
|        | Can Campreciós      | Molins de Rei           | masia        | Estil: arquitectura popular                      | 41° 26′ 11″ N, 2° 03′ 13″ E / 41.436319°N,2.053712°E                                                 | bé integrant del patrimoni cultural català | Can Campreciós (la Rierada)     | Modifica les dades a Wikidata |
|        | Can Capellans       | Molins de Rei           | masia        | Estil: arquitectura eclèctica                    | 41° 24′ 03″ N, 2° 01′ 58″ E / 41.400968°N,2.032781°E ca:Ctra. N-II. Camí de Can Canari               | bé integrant del patrimoni cultural català | Can Capellans                   | Modifica les dades a Wikidata |
|        | Can Ferrers         | Molins de Rei           | masia        | Estil: arquitectura popular                      | 41° 24′ 43″ N, 2° 02′ 44″ E / 41.4119167996781°N,2.04542264337242°E 274 msnm                         | bé cultural d'interès local                | Can Ferrers (Molins de Rei)     | Modifica les dades a Wikidata |
|        | Can Planes          | Molins de Rei           | masia        | Estil: arquitectura popular                      | 41° 25′ 42″ N, 2° 01′ 46″ E / 41.42822°N,2.02934°E                                                   | bé integrant del patrimoni cultural català | Can Planes (Molins de Rei)      | Modifica les dades a Wikidata |
|        | Can Portell         | Molins de Rei           | masia        | Estil: modernisme català arquitectura modernista | 41° 25′ 07″ N, 2° 03′ 15″ E / 41.418688°N,2.054114°E ca:Crtra. de Vallvidrera a Molins, km. 6        | bé integrant del patrimoni cultural català | Can Portell                     | Modifica les dades a Wikidata |
|        | Can Rabella         | Molins de Rei el Papiol | masia        | Estil: arquitectura popular                      | 41° 25′ 35″ N, 2° 01′ 13″ E / 41.4265°N,2.0202°E ca:Riera de Vallvidrera                             | bé integrant del patrimoni cultural català | Can Rabella                     | Modifica les dades a Wikidata |
|        | Can Ribes           | Molins de Rei           | masia        | Estil: arquitectura popular                      | 41° 24′ 55″ N, 2° 02′ 46″ E / 41.4152452986923°N,2.0459961199576°E                                   | bé cultural d'interès local                |                                 | Modifica les dades a Wikidata |
|        | Can Rocamora        | Molins de Rei           | masia        |                                                  | 41° 25′ 46″ N, 2° 03′ 15″ E / 41.4295619887974°N,2.05410446006551°E                                  |                                            |                                 | Modifica les dades a Wikidata |
|        | Can Tintorer        | Molins de Rei           | masia        | Estil: arquitectura popular                      | 41° 25′ 15″ N, 2° 02′ 33″ E / 41.4207°N,2.0425°E ca:Camí de Can Tintorer, s/n                        | bé integrant del patrimoni cultural català |                                 | Modifica les dades a Wikidata |
|        | Torre de Mas Rubí   | Molins de Rei           | masia        |                                                  | 41° 25′ 00″ N, 2° 01′ 17″ E / 41.4165872644418°N,2.02131490112154°E                                  |                                            |                                 | Modifica les dades a Wikidata |
|        | Torre de la Campana | Molins de Rei           | masia        |                                                  | 41° 26′ 38″ N, 2° 03′ 32″ E / 41.4437783946853°N,2.05883000403856°E                                  |                                            | Torre de la Campana             | Modifica les dades a Wikidata |
|        | can Bofill          | Molins de Rei           | masia        | Estil: arquitectura popular 17th century         | 41° 24′ 40″ N, 2° 02′ 34″ E / 41.41104°N,2.04276°E ca:Camí vell de Santa Creu d'Olorda 195 msnm      | bé integrant del patrimoni cultural català | Can Bofill, Mas de la Mata      | Modifica les dades a Wikidata |
|        | can Calopa de Baix  | Molins de Rei           | masia        | Estil: arquitectura popular                      | 41° 26′ 18″ N, 2° 03′ 12″ E / 41.438444°N,2.053303°E ca:Ctra. BV-1468, trencall c. Sant Boi 127 msnm | bé integrant del patrimoni cultural català | Can Calopa de Baix              | Modifica les dades a Wikidata |
|        | can Camp-de-Ros     | Molins de Rei           | masia        | Estil: arquitectura popular                      | 41° 26′ 03″ N, 2° 02′ 11″ E / 41.4343°N,2.03652°E ca:La Rierada, ctra. BV-1468 82 msnm               | bé integrant del patrimoni cultural català | Can Camp-de-Ros (Molins de Rei) | Modifica les dades a Wikidata |
|        | can Castellví       | Molins de Rei           | masia        | Estil: arquitectura popular                      | 41° 26′ 12″ N, 2° 02′ 40″ E / 41.436694°N,2.04447°E ca:La Rierada, ctra. BV-1468 102 msnm            | bé integrant del patrimoni cultural català | Mas de Màger (Molins de Rei)    | Modifica les dades a Wikidata |
|        | can Graner          | Molins de Rei           | masia        | Estil: arquitectura popular                      | 41° 24′ 42″ N, 2° 01′ 51″ E / 41.411787°N,2.030866°E ca:Camí vell Santa Creu d'Olorda 141 msnm       | bé integrant del patrimoni cultural català | Can Graner, Mas Calders         | Modifica les dades a Wikidata |
|        | can Santoi          | Molins de Rei           | masia        | Estil: arquitectura popular 14th century         | 41° 26′ 06″ N, 2° 02′ 52″ E / 41.435104°N,2.047764°E ca:La Rierada, Ctra. BV-1468, km 2,3 119 msnm   | bé integrant del patrimoni cultural català | Can Santoi                      | Modifica les dades a Wikidata |
|        | can Vilagut         | Molins de Rei           | masia        | Estil: arquitectura popular                      | 41° 24′ 49″ N, 2° 02′ 09″ E / 41.413505°N,2.035759°E ca:Antic camí d'Olorda, prop de Castellciuró    | bé integrant del patrimoni cultural català | Can Vilagut                     | Modifica les dades a Wikidata |

## monument
| imatge | Nom                                          | Ubicat a      | instància de | Detalls                                           | coordenades                                                                                         | Protecció | Commons (més fotos) | Dades a WD                    |
| ------ | -------------------------------------------- | ------------- | ------------ | ------------------------------------------------- | --------------------------------------------------------------------------------------------------- | --------- | ------------------- | ----------------------------- |
|        | Al rei Alfons II i a Bernat Ferrer           | Molins de Rei | monument     |                                                   | 41° 24′ 52″ N, 2° 01′ 07″ E / 41.41435623168945°N,2.018610954284668°E ca:Plaça dels Països Catalans |           |                     | Modifica les dades a Wikidata |
|        | Escultura Tripodium                          | Molins de Rei | monument     |                                                   | 41° 24′ 22″ N, 2° 01′ 21″ E / 41.40610885620117°N,2.0223820209503174°E ca:Parc de la Mariona        |           |                     | Modifica les dades a Wikidata |
|        | Monument als donants de sang a Molins de Rei | Molins de Rei | monument     | 2013-10-26 Alt: 0.5m Anomenat per: donant de sang | 41° 24′ 48″ N, 2° 00′ 50″ E / 41.41323333333333°N,2.0138666666666665°E                              |           |                     | Modifica les dades a Wikidata |
|        | Racó de Margarida Xirgu i Subirà             | Molins de Rei | monument     | 1980                                              | 41° 24′ 48″ N, 2° 00′ 57″ E / 41.413418°N,2.015814°E                                                |           |                     | Modifica les dades a Wikidata |

## muntanya
| imatge | Nom               | Ubicat a                                                                    | instància de | Detalls | coordenades                                                             | Protecció | Commons (més fotos) | Dades a WD                    |
| ------ | ----------------- | --------------------------------------------------------------------------- | ------------ | ------- | ----------------------------------------------------------------------- | --------- | ------------------- | ----------------------------- |
|        | Mulei             | Molins de Rei                                                               | muntanya     |         | 41° 24′ 31″ N, 2° 02′ 19″ E / 41.40875°N,2.03866667°E 228.5 msnm        |           |                     | Modifica les dades a Wikidata |
|        | Puig d'Olorda     | Vallvidrera, el Tibidabo i les Planes Sant Feliu de Llobregat Molins de Rei | muntanya     |         | 41° 24′ 44″ N, 2° 03′ 18″ E / 41.4121939529°N,2.05499061251°E 450 msnm  |           | Puig d'Olorda       | Modifica les dades a Wikidata |
|        | Turó d'en Quirze  | Molins de Rei                                                               | muntanya     |         | 41° 25′ 26″ N, 2° 02′ 33″ E / 41.42377778°N,2.04238889°E 230 230.2 msnm |           |                     | Modifica les dades a Wikidata |
|        | Turó de la Pineda | el Papiol Molins de Rei                                                     | muntanya     |         | 41° 26′ 21″ N, 2° 01′ 58″ E / 41.4391°N,2.03278°E 273 msnm              |           | Turó de la Pineda   | Modifica les dades a Wikidata |

## nucli de població
| imatge | Nom               | Ubicat a      | instància de      | Detalls | coordenades                                                              | Protecció | Commons (més fotos)     | Dades a WD                    |
| ------ | ----------------- | ------------- | ----------------- | ------- | ------------------------------------------------------------------------ | --------- | ----------------------- | ----------------------------- |
|        | Can Castellví     | Molins de Rei | nucli de població |         | 41° 26′ 11″ N, 2° 02′ 28″ E / 41.43646°N,2.04115°E                       |           | Barri de Can Castellví  | Modifica les dades a Wikidata |
|        | Can Graner        | Molins de Rei | nucli de població |         | 41° 24′ 48″ N, 2° 01′ 38″ E / 41.413333183545°N,2.0273046586678°E        |           | Barri de Can Graner     | Modifica les dades a Wikidata |
|        | el Canal          | Molins de Rei | nucli de població |         | 41° 24′ 17″ N, 2° 01′ 28″ E / 41.40459°N,2.02432°E                       |           |                         | Modifica les dades a Wikidata |
|        | l'Àngel           | Molins de Rei | nucli de població |         | 41° 24′ 29″ N, 2° 01′ 39″ E / 41.40792945983°N,2.0273852671284°E 30 msnm |           | L'Àngel (Molins de Rei) | Modifica les dades a Wikidata |
|        | la Riera de Bonet | Molins de Rei | nucli de població |         | 41° 24′ 19″ N, 2° 01′ 41″ E / 41.40515°N,2.02796°E                       |           | La Riera de Bonet       | Modifica les dades a Wikidata |

## plaça
| imatge | Nom                                 | Ubicat a      | instància de | Detalls      | coordenades                                                  | Protecció | Commons (més fotos)                        | Dades a WD                    |
| ------ | ----------------------------------- | ------------- | ------------ | ------------ | ------------------------------------------------------------ | --------- | ------------------------------------------ | ----------------------------- |
|        | Plaça Espanya - Plaça de la Bàscula | Molins de Rei | plaça        |              | 41° 24′ 32″ N, 2° 01′ 15″ E / 41.409°N,2.020833°E 25 msnm    |           | Plaça de la Bàscula                        | Modifica les dades a Wikidata |
|        | plaça de Catalunya                  | Molins de Rei | plaça        | 1732         | 41° 24′ 50″ N, 2° 00′ 57″ E / 41.413828°N,2.015918°E 26 msnm |           | Plaça de Catalunya (Molins de Rei)         | Modifica les dades a Wikidata |
|        | plaça de la Creu                    | Molins de Rei | plaça        | 15th century | 41° 24′ 39″ N, 2° 01′ 09″ E / 41.410861°N,2.019028°E 25 msnm |           | Plaça de la Creu (Molins de Rei)           | Modifica les dades a Wikidata |
|        | plaça dels Països Catalans          | Molins de Rei | plaça        |              | 41° 24′ 53″ N, 2° 01′ 07″ E / 41.414595°N,2.018508°E 36 msnm |           | Plaça dels Països Catalans (Molins de Rei) | Modifica les dades a Wikidata |

## polígon industrial
| imatge | Nom                               | Ubicat a      | instància de       | Detalls | coordenades                                                         | Protecció | Commons (més fotos) | Dades a WD                    |
| ------ | --------------------------------- | ------------- | ------------------ | ------- | ------------------------------------------------------------------- | --------- | ------------------- | ----------------------------- |
|        | Polígon industrial Riera del Molí | Molins de Rei | polígon industrial |         | 41° 25′ 20″ N, 2° 00′ 48″ E / 41.4221856691114°N,2.01344042147694°E |           |                     | Modifica les dades a Wikidata |
|        | Polígon industrial del Pla        | Molins de Rei | polígon industrial |         | 41° 24′ 02″ N, 2° 01′ 40″ E / 41.4006529318541°N,2.02766706348376°E |           |                     | Modifica les dades a Wikidata |

## pont
| imatge | Nom                          | Ubicat a                             | instància de | Detalls | coordenades                                                        | Protecció                                  | Commons (més fotos)                | Dades a WD                    |
| ------ | ---------------------------- | ------------------------------------ | ------------ | --- | ------------------------------------------------------------------ | ------------------------------------------ | ---------------------------------- | ----------------------------- |
|        | Pont de Carles III           | Molins de Rei                        | pont         | Estil: arquitectura popular Travessa: Llobregat Hi passa: N-340 Estat: enderrocat o destruït                                            | 41° 24′ 30″ N, 2° 00′ 42″ E / 41.408295°N,2.011743°E               | bé integrant del patrimoni cultural català | Pont de Molins de Rei              | Modifica les dades a Wikidata |
|        | Pont de Molins de Rei        | Molins de Rei                        | pont         | Travessa: Llobregat Hi passa: N-340 | 41° 24′ 33″ N, 2° 00′ 54″ E / 41.409110761905°N,2.01494238748618°E |                                            | Pont del Llobregat (Molins de Rei) | Modifica les dades a Wikidata |
|        | Pont del Canal de la Infanta | Baix Llobregat Molins de Rei         | pont         | Estil: arquitectura popular |                                                                    | bé integrant del patrimoni cultural català |                                    | Modifica les dades a Wikidata |
|        | Viaducte de Sant Vicenç      | Molins de Rei Sant Vicenç dels Horts | pont         | 1999 Travessa: Llobregat Ramal de mercaderies de Can Tunis LAV Madrid - Saragossa - Barcelona - Frontera Francesa Llarg: 350m Llum: 58m | 41° 23′ 27″ N, 2° 01′ 16″ E / 41.39082°N,2.021103°E                |                                            | Viaducte de Sant Vicenç dels Horts | Modifica les dades a Wikidata |

## serra
| imatge | Nom                   | Ubicat a                            | instància de | Detalls | coordenades                                                         | Protecció | Commons (més fotos) | Dades a WD                    |
| ------ | --------------------- | ----------------------------------- | ------------ | ------- | ------------------------------------------------------------------- | --------- | ------------------- | ----------------------------- |
|        | Penyes d'en Castellví | Molins de Rei                       | serra        |         | 41° 25′ 48″ N, 2° 02′ 31″ E / 41.42994444°N,2.04188889°E 250.9 msnm |           |                     | Modifica les dades a Wikidata |
|        | serra de Can Julià    | Molins de Rei Sant Cugat del Vallès | serra        |         | 41° 26′ 40″ N, 2° 02′ 32″ E / 41.44441667°N,2.04222222°E 266.9 msnm |           |                     | Modifica les dades a Wikidata |

## Misc
| imatge | Nom                                           | Ubicat a | instància de                | Detalls                                                            | coordenades                                                                                               | Protecció                                            | Commons (més fotos)                       | Dades a WD                    |
| ------ | --------------------------------------------- | --- | --------------------------- | ------------------------------------------------------------------ | --- | ---------------------------------------------------- | ----------------------------------------- | ----------------------------- |
|        | Aiguamolls de Molins de Rei                   | Molins de Rei | zona humida                 | Superfície: 11.33ha                                                | 41° 23′ 53″ N, 2° 01′ 14″ E / 41.3981°N,2.0206°E                                                          |                                                      | Aiguamolls de Molins de Rei               | Modifica les dades a Wikidata |
|        | Casa de les comportes del Canal de la Infanta | Molins de Rei | resclosa edifici            | Estil: Romanticisme                                                | 41° 24′ 35″ N, 2° 01′ 03″ E / 41.409633°N,2.017442°E ca:Av. València, 45                                  | bé integrant del patrimoni cultural català           | Casa de comportes del canal de la Infanta | Modifica les dades a Wikidata |
|        | Castellciuró                                  | Molins de Rei | castell                     | Estil: arquitectura popular                                        | 41° 24′ 44″ N, 2° 01′ 51″ E / 41.4122°N,2.0308°E ca:Camí de Santa Creu d'Olorda                           | bé d'interès cultural bé cultural d'interès nacional | Castellciuró                              | Modifica les dades a Wikidata |
|        | Escultura Des de l'Estació                    | Molins de Rei | obra escultòrica            | Creador: Àngels Freixanet Picanyol                                 | 41° 24′ 36″ N, 2° 01′ 13″ E / 41.409934997558594°N,2.020390033721924°E ca:Plaça de l'Estació              |                                                      | Des de l'Estació                          | Modifica les dades a Wikidata |
|        | Estació de Molins de Rei                      | Molins de Rei | estació de ferrocarril      | Estil: arquitectura neoclàssica                                    | 41° 24′ 36″ N, 2° 01′ 15″ E / 41.409902777778°N,2.0207222222222°E ca:Plaça de l'Estació                   | bé integrant del patrimoni cultural català           | Molins de Rei train station               | Modifica les dades a Wikidata |
|        | Fàbrica Ferrer i Mora                         | Molins de Rei | fàbrica Ús: biblioteca      |                                                                    | 41° 24′ 47″ N, 2° 00′ 53″ E / 41.413°N,2.0146944444444°E ca:Molí                                          | bé cultural d'interès local                          |                                           | Modifica les dades a Wikidata |
|        | Institut Lluís de Requesens                   | Molins de Rei | edifici escolar             |                                                                    | 41° 24′ 15″ N, 2° 01′ 10″ E / 41.40413284301758°N,2.019371032714844°E ca:Felip Canalias, 19               |                                                      |                                           | Modifica les dades a Wikidata |
|        | Llobregat                                     | Catalunya província de Barcelona Catalunya Central Àmbit Metropolità de Barcelona                                              | riu                         | Desemboca: mar Mediterrània Llarg: 175km Conca: 4948.3km²          | 42° 16′ 57″ N, 2° 00′ 46″ E / 42.282412°N,2.012826°E 41° 18′ 08″ N, 2° 07′ 55″ E / 41.302248°N,2.131948°E |                                                      | Llobregat                                 | Modifica les dades a Wikidata |
|        | Oratori de Sant Jordi                         | Molins de Rei | oratori                     |                                                                    | 41° 24′ 44″ N, 2° 02′ 33″ E / 41.4122984248797°N,2.04256937435601°E 197 msnm                              |                                                      |                                           | Modifica les dades a Wikidata |
|        | Palau dels Requesens                          | Molins de Rei | casa forta                  | Estil: arquitectura gòtica arquitectura popular                    | 41° 24′ 45″ N, 2° 01′ 01″ E / 41.4125°N,2.01688°E                                                         | bé d'interès cultural bé cultural d'interès nacional | Palau dels Requesens                      | Modifica les dades a Wikidata |
|        | Parc de la Mariona                            | Molins de Rei | parc                        |                                                                    | 41° 24′ 21″ N, 2° 01′ 19″ E / 41.40585°N,2.02204°E 23 msnm                                                |                                                      | Parc de la Mariona                        | Modifica les dades a Wikidata |
|        | Parc natural de Collserola                    | Barcelona Sant Cugat del Vallès Cerdanyola del Vallès Molins de Rei el Papiol Sant Feliu de Llobregat Sant Just Desvern        | àrea protegida parc natural | 2010 2010-10-19 Superfície: 8259 7689.37879ha                      | 41° 25′ 28″ N, 2° 06′ 32″ E / 41.424444°N,2.108889°E Collserola                                           |                                                      | Collserola Natural Park                   | Modifica les dades a Wikidata |
|        | Poblat ibèric de la Plaça de les Bruixes      | Molins de Rei | poblat ibèric               |                                                                    | 41° 25′ 04″ N, 2° 01′ 13″ E / 41.417830988994°N,2.02033894465799°E                                        |                                                      |                                           | Modifica les dades a Wikidata |
|        | canal de la Infanta                           | Molins de Rei Sant Feliu de Llobregat Sant Joan Despí Cornellà de Llobregat l'Hospitalet de Llobregat Zona Franca de Barcelona | canal                       | 1819 Llarg: 17.42km Ample: 4m Superfície: 3200ha Profunditat: 1.5m | 41° 24′ 35″ N, 2° 01′ 03″ E / 41.4096°N,2.01744°E                                                         |                                                      | Canal de la Infanta                       | Modifica les dades a Wikidata |
|        | casa consistorial de Molins de Rei            | Molins de Rei | casa consistorial           |                                                                    | 41° 24′ 49″ N, 2° 00′ 58″ E / 41.4135728°N,2.0160906°E                                                    |                                                      |                                           | Modifica les dades a Wikidata |
|        | cementiri de Molins de Rei                    | Molins de Rei | cementiri                   |                                                                    | 41° 25′ 16″ N, 2° 01′ 07″ E / 41.4211941615673°N,2.01862503059874°E                                       |                                                      |                                           | Modifica les dades a Wikidata |
|        | font dels Casats                              | Molins de Rei | font                        |                                                                    | 41° 24′ 55″ N, 2° 01′ 25″ E / 41.415226°N,2.023574°E                                                      |                                                      |                                           | Modifica les dades a Wikidata |
|        | riera de Vallvidrera                          | Vallvidrera, el Tibidabo i les Planes Molins de Rei Sant Cugat del Vallès                                                      | curs d'aigua                | Desemboca: Llobregat Llarg: 12km Anomenat per: Vallvidrera         | 41° 25′ 03″ N, 2° 04′ 57″ E / 41.417404°N,2.082398°E 41° 25′ 03″ N, 2° 00′ 28″ E / 41.41745°N,2.007712°E  |                                                      | Riera de Vallvidrera                      | Modifica les dades a Wikidata |
|        | torre Sunyer                                  | Molins de Rei | torre de sentinella         |                                                                    | 41° 25′ 23″ N, 2° 02′ 08″ E / 41.423085°N,2.035474°E                                                      |                                                      |                                           | Modifica les dades a Wikidata |
|        | xemeneia de la fàbrica Ferrer i Mora          | Molins de Rei | xemeneia de fàbrica         |                                                                    | 41° 24′ 49″ N, 2° 00′ 54″ E / 41.41354958155367°N,2.0149666070938115°E                                    | bé cultural d'interès local                          |                                           | Modifica les dades a Wikidata |